# Veli Lagan
Veli Lagan je nenaseljeni otočić u hrvatskom dijelu Jadranskog mora.
Njegova površina iznosi 0,022 km². Dužina obalne crte iznosi 0,69 km.